# Fierljeppen

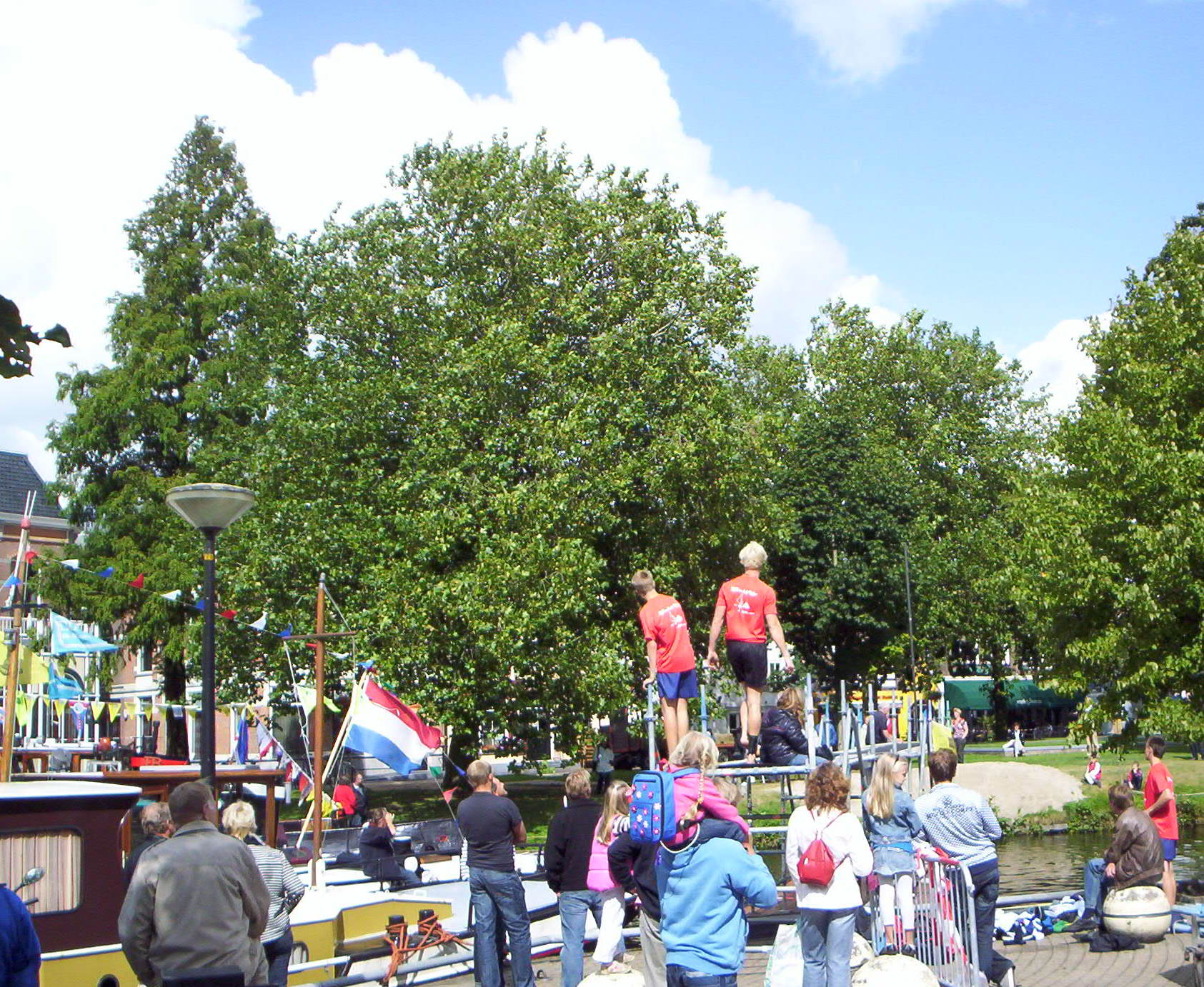
Polstokverspringen in Heerenveen

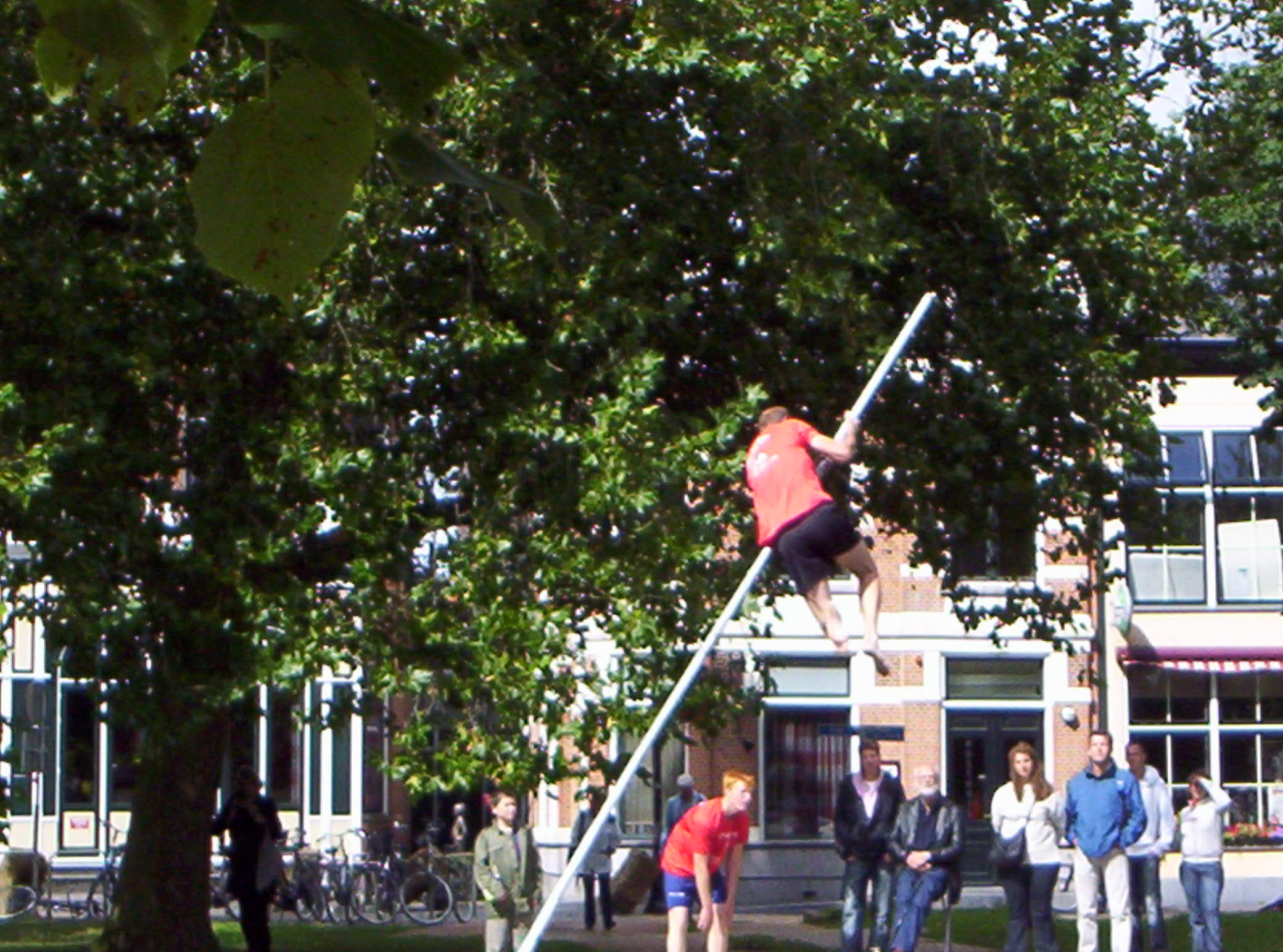
Fierljeppen in Heerenveen

Fierljeppen (in lingua frisone saltare lontano) è uno sport tradizionale della Frisia e dei Paesi Bassi. Ljeppen in dialetto frisone occidentale significa "saltare". Questa parola è un buon esempio della stretta relazione esistente tra la lingua frisone e la lingua inglese.

## Descrizione
Il fierljeppen richiede una lunga asta e un corso d'acqua. L'asta misura da 3 a 5 metri e alla base ha una piastra rotonda e piatta per impedire che sprofondi nel fondo fangoso del fiume o del canale.
Il salto comincia con una breve, intensa rincorsa verso l'asta ("polsstok"), poi si salta afferrando l'asta, quindi ci si arrampica fino alla punta, cercando allo stesso tempo di controllarne il movimento in avanti e laterale, e si conclude con un atterraggio morbido su una superficie sabbiosa sul lato opposto del corso d'acqua.
Il fierljeppen richiede diverse capacità fisiche, per questo chi lo pratica è considerato un atleta molto completo, dotato di grande forza e coordinazione.

## Storia
I Paesi Bassi hanno molti corsi d'acqua. Il Fierljeppen è nato come un modo per i frisoni di spostarsi facilmente tra i corsi d'acqua. Col tempo si è trasformato in una competizione, con la prima gara ufficiale nel 1771, ma lo sport non è stato strutturato correttamente fino al 1957. Si ritiene che lo sport abbia avuto origine dai contadini che usavano pali per saltare sopra i piccoli canali di drenaggio dell'acqua per raggiungere diversi appezzamenti di terra. Nella regione tedesca della Frisia orientale, questo sport è noto come Pultstockspringen. Oggi lo sport è praticato principalmente per divertimento o per intrattenere i turisti, ma esiste ancora una manifestazione nazionale annuale ufficiale di Fierljeppen (National Fierljepping Manifestation, NFM) nei Paesi Bassi, e i campionati sono disputati in sei leghe e numerosi club.

## Cultura di massa
Il Fierljeppen è uno degli sport presenti nel videogioco Wacky World of Sports presentato da SEGA.